# Gaucho (Album)
Gaucho ist das siebte Studioalbum der amerikanischen Jazz-Rock-Band Steely Dan und wurde 1980 veröffentlicht.

## Aufnahmen
Die Aufnahmen für Gaucho stellten den Höhepunkt von Steely Dans Perfektionismus dar. Mindestens 42 verschiedene Musiker verbrachten mehr als zwei Jahre im Studio; das Budget ihrer Plattenfirma wurde bei weitem überschritten. Es gibt Berechnungen, dass für dieses Album ca. 1000 Session-Stunden in insgesamt drei verschiedenen Studios in Los Angeles und New York stattfanden. Ein kurzes Gitarrensolo im Titel Time Out of Mind wurde von mehreren Weltklasse-Gitarristen eingespielt, bis Fagen und Becker mit dem Ergebnis von Mark Knopfler zufrieden waren.
Kurz vor Beendigung der Arbeiten am Album überspielte Ende 1979  ein Studio-Assistent versehentlich das Tonband mit dem fertig produzierten Titel The Second Arrangement. Becker und vor allem Fagen versuchten den Song von neuem einzuspielen, entschieden sich dann aber, ihn durch den Titel Third World Man zu ersetzen. Der Titel entstammte zu großen Teilen den Aja-Aufnahme-Sessions.
Walter Becker sagte 1995 zu den Aufnahmen:

„Wir haben so lange zusammengearbeitet, Donald und ich sind einer bestimmten Denkweise bis zu ihrem logischen Ende gefolgt und dann vielleicht etwas darüber hinaus – das haben wir gemerkt, als wir Gaucho beendet hatten: Das war nicht so viel Spaß … Es hat überhaupt keinen Spaß gemacht, wirklich.“

Nach Gaucho legten Fagen und Becker Steely Dan auf Eis, das nächste Album erschien erst 20 Jahre später im Jahr 2000.

## Private Situation
Beckers zunehmender Drogenkonsum belastete die Arbeit am Album. Am 30. Januar 1980 starb Beckers Freundin Karen Roberta Stanley in seinem Haus an einer Überdosis Drogen. Ihre Familie verklagte Becker im Januar 1981 auf 17,5 Millionen Dollar, weil sie durch ihn süchtig geworden sei. Das Gericht wies die Klage ab.
Zudem wurde Becker im April 1980 von einem Auto angefahren. Während seines Krankenhausaufenthaltes und der sechsmonatigen Erholung arbeitete Fagen weiter und stimmte sich telefonisch mit Becker ab.

## Rezeption
Einige Fans und Kritiker empfanden Gaucho zu glatt und zu wenig abwechslungsreich. Harmonisch komplexere Akkordwechsel früherer Steely-Dan-Songs sind auf dem Album weniger stark vertreten. Gaucho wurde wie zuvor auch Aja mit einem Grammy ausgezeichnet.

## Titelliste
Alle Songs stammen von Walter Becker und Donald Fagen, allerdings fand Keith Jarrett bei der Melodie des Titelsongs Ähnlichkeiten zu seiner Komposition Long As You Know You’re Living Yours von seinem Album Belonging. Nach einer juristischen Auseinandersetzung mussten Becker und Fagen auch Jarretts Namen als Komponisten hinzufügen.
Seite 1
1. Babylon Sisters – 5:55
2. Hey Nineteen – 5:10
3. Glamour Profession – 7:29

Seite 2
1. Gaucho (Becker/Fagen/Jarrett) – 5:32
2. Time Out of Mind – 4:14
3. My Rival – 4:34
4. Third World Man – 5:13

## Besetzung
- Walter Becker – Bass, Gitarre
- Donald Fagen – Orgel, Synthesizer, Keyboards, E-Piano, Vocals
- Anthony Jackson – Bass
- Chuck Rainey – Bass
- Don Grolnick – Keyboards, E-Piano, Clavinet
- Rob Mounsey – Synthesizer, Klavier
- Pat Rebillot – Keyboards, E-Piano
- Joe Sample – E-Piano
- Hiram Bullock – Gitarre
- Larry Carlton – Gitarre
- Rick Derringer – Gitarre
- Steve Khan – akustische Gitarre, elektrische Gitarre
- Mark Knopfler – Lead-Gitarre auf Time Out of Mind
- Hugh McCracken – Gitarre
- Wayne Andre – Posaune
- Michael Brecker – Tenor-Saxophon, Gesang
- Randy Brecker – Trompete, Flügelhorn
- Ronnie Cuber – Baritonsaxophon
- Walter Kane – Bassklarinette
- George Marge – Bassklarinette
- David Sanborn – Alt-Saxophon, Gesang
- David Tofani – Tenor-Saxophon, Gesang
- Steve Gadd – Percussion, Drums
- Rick Marotta – Schlagzeug
- Robbie Buchanan – Klavier, Synthesizer und Gesang
- Jeff Porcaro – Schlagzeug, Percussion
- Bernard „Pretty“ Purdie – Schlagzeug
- Crusher Bennett – Schlagzeug
- Victor Feldman – Percussion, Keyboards
- Ralph MacDonald – Schlagzeug
- Nicky Marrero – Schlagzeug, Timbales und Gesang
- Patti Austin – Gesang, Background-Gesang
- Frank Floyd – Background-Gesang
- Diva Gray – Gesang, Background-Gesang
- Gordon Grody – Gesang, Background-Gesang
- Lani Groves – Gesang, Background-Gesang
- Michael McDonald – Gesang, Background-Gesang
- Leslie Miller – Gesang, Background-Gesang
- Jennifer James – Gesang, Background-Gesang
- Zachary Sanders – Gesang, Background-Gesang
- Valerie Simpson – Gesang, Background-Gesang
- Zack Sanders – Background-Gesang
- Toni Wine – Gesang, Background-Gesang